# William Goscombe John

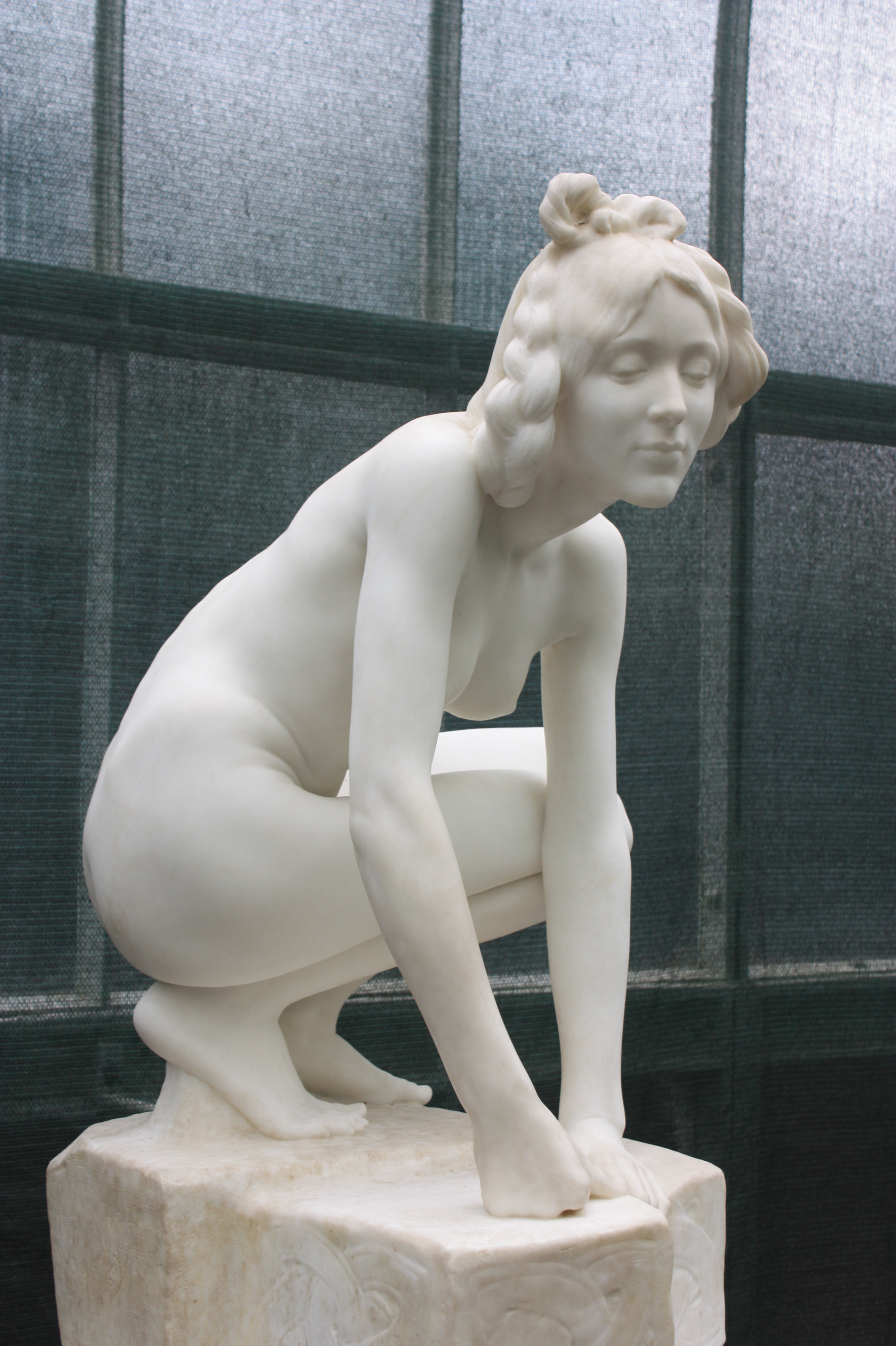
Elf (1898) von William Goscombe John. Kibble Palace, Glasgow

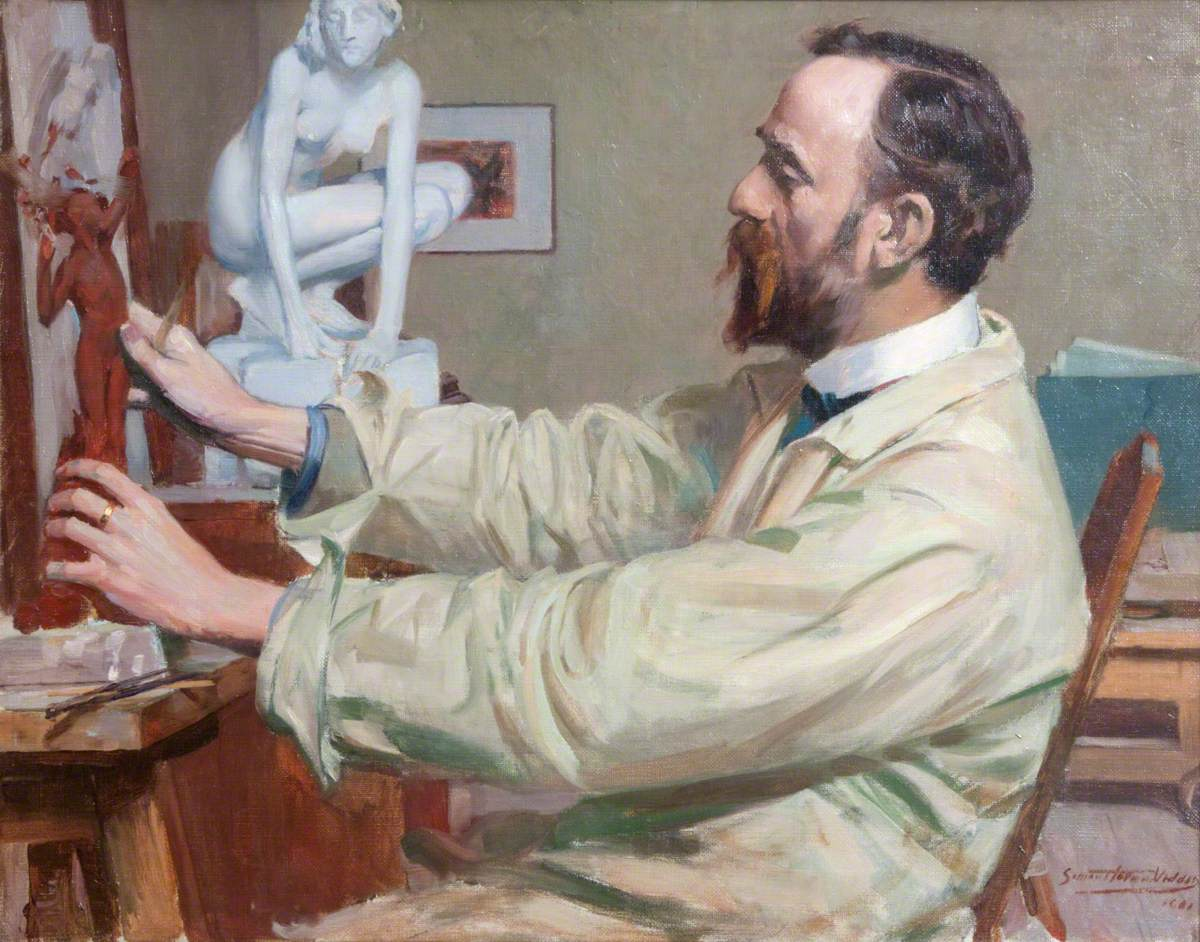
William Goscombe John von Simon Harmon Vedder, 1901. National Museum Cardiff

William Goscombe John (* 21. Februar 1860 in Cardiff, Wales; † 15. Dezember 1952 in London, England) war ein walisischer Bildhauer und Medailleur. Er gilt als bedeutender Vertreter der britischen New-Sculpture-Bewegung und schuf zahlreiche öffentliche Denkmäler und Skulpturen, vor allem in England und Wales.

## Leben
William Goscombe John wurde im Canton-Viertel von Cardiff geboren. Sein Vater, Thomas John, war Holzschnitzer und arbeitete unter anderem an der Restaurierung von Cardiff Castle und Castell Coch. Bereits im Alter von 14 Jahren assistierte William seinem Vater bei diesen Arbeiten. Er besuchte die Cardiff School of Art und nahm zusätzlich Anatomieunterricht bei einem örtlichen Maler. 1881 zog William Goscombe John nach London und arbeitete als Assistent im Atelier von Thomas Nicholls, einem Bildhauer, der für William Burges arbeitete. Er setzte seine Ausbildung an der South London School of Technical Art bei Jules Dalou und William Silver Frith fort und studierte anschließend an den Royal Academy Schools, wo er 1887 mit der Goldmedaille und einem Reisestipendium ausgezeichnet wurde. In den Jahren 1890 und 1891 hielt William Goscombe John sich in Paris auf und arbeitete im Atelier von Auguste Rodin. Nach seiner Rückkehr ließ er sich in St. John’s Wood in London nieder. 1891 heiratete er Anna Marthe Weiss; das Paar hatte eine Tochter, Muriel.

## Werk

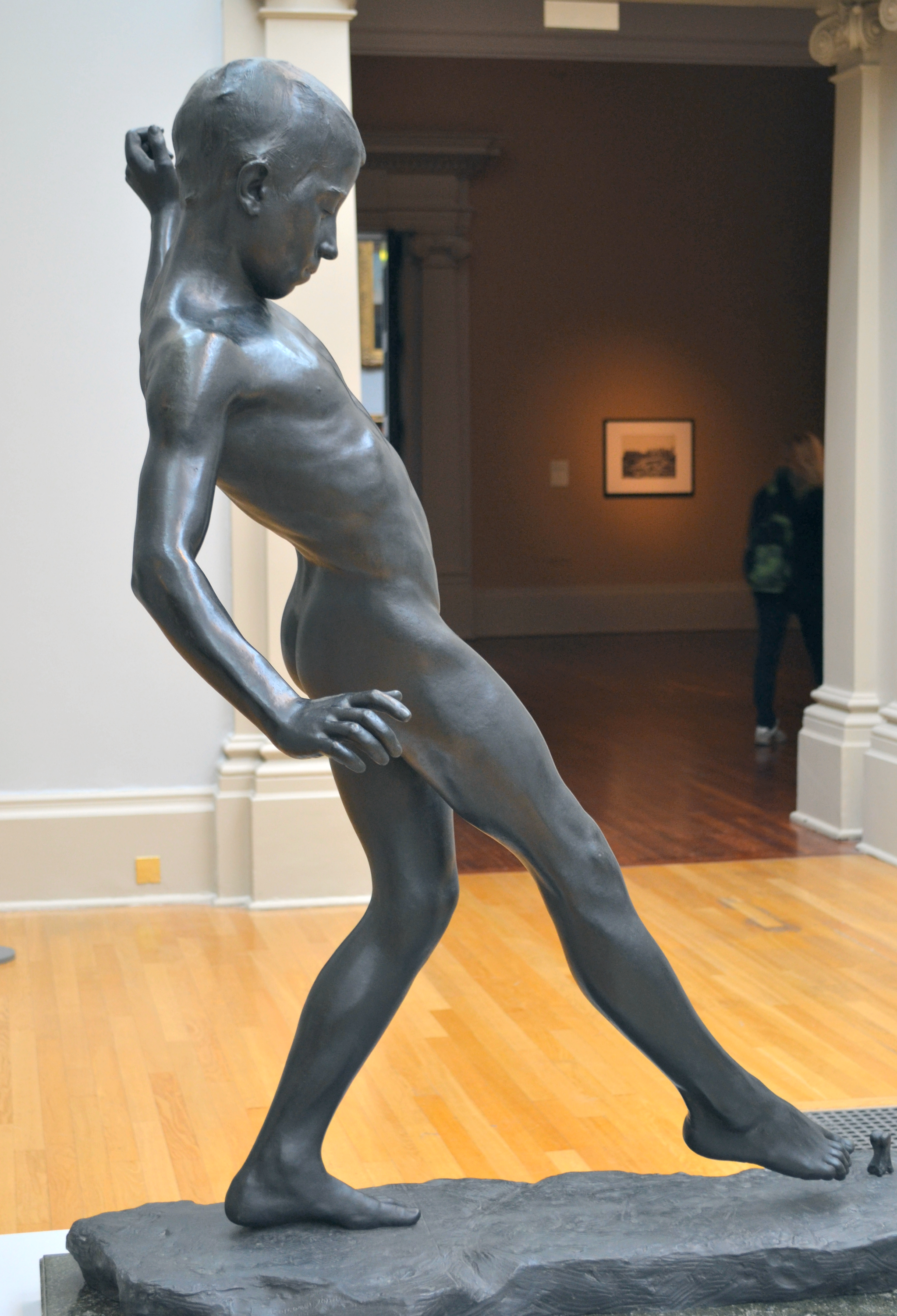
William Goscombe John: A Boy at Play, ca.1895. Tate Britain, London

William Goscombe John war einer der Hauptvertreter der New Sculpture-Bewegung, die sich durch eine dynamischere und naturalistischere Darstellung des menschlichen Körpers auszeichnete. Seine frühen Werke wie Morpheus (1892), A Boy at Play (ca. 1895) und The Elf (1898) zeigen den Einfluss von Rodin und Dalou. A Boy at Play wurde von der Tate Gallery erworben.
Zu seinen wichtigsten öffentlichen Aufträgen zählen das King’s Regiment Memorial (1905) in Liverpool, das Arthur Sullivan Monument (1903) in London und die Statue von Charles Rolls (1911) in Monmouth. Nach dem Ersten Weltkrieg schuf er zahlreiche Kriegerdenkmäler, darunter The Response 1914 in Newcastle upon Tyne und das Port Sunlight War Memorial, die als herausragende Beispiele britischer Monumentalskulptur gelten. Obwohl er in London lebte, blieb William Goscombe John seiner walisischen Herkunft verbunden. Er schuf unter anderem die Statue des Heiligen David für das Rathaus von Cardiff (1916) und entwarf die Medaillen für das National Eisteddfod. Für seine Verdienste wurde er 1909 zum Royal Academician ernannt und 1911 geadelt. 1936 wurde er zum Ehrenbürger der Stadt Cardiff ernannt.